# 前395年
| 千纪： | 前1千纪 |
| 世纪： | 前5世纪 \| 前4世纪 \| 前3世纪 |
| 年代： | 前420年代 \| 前410年代 \| 前400年代 \| 前390年代 \| 前380年代 \| 前370年代 \| 前360年代                                                                                   |
| 年份： | 前400年 \| 前399年 \| 前398年 \| 前397年 \| 前396年 \| 前395年 \| 前394年 \| 前393年 \| 前392年 \| 前391年 \| 前390年                                                     |
| 纪年： | 周安王七年 魯穆公二十一年 齊康公十年 晉烈公二十一年 趙武侯五年 魏武侯元年 韓烈侯五年 秦惠公五年 楚悼王七年 宋休公元年 衛慎公二十年 鄭康公元年 燕後簡公二十年 越王翳十六年 |

## 大事記
- 底比斯聯合雅典、科林斯與阿戈斯與斯巴達爆發持續8年的科林斯戰爭。

## 逝世
- 李悝，战国时代政治人物，法家代表，魏国丞相（约出生于前455年，逝世于前395年）